# Corpo unico degli specialisti della Marina Militare
Il Corpo unico degli specialisti della Marina Militare è stato creato con legge n. 212 del 1983 per consentire ai sottufficiali esperti in campi tecnici molto specializzati di transitare nel ruolo ufficiali. Gli ufficiali del Corpo unico degli specialisti potevano essere equiparati ai warrant officer delle forze armate americane.

## Storia
Le origini del Corpo unico degli specialisti risalgono al 19 giugno 1888, quando con Regio decreto n. 5553 venne creato nella Regia Marina il Ruolo degli ufficiali del Corpo dei Regi Equipaggi; gli ufficiali del  Corpo dei Regi Equipaggi (C.R.E.) provenivano dai ranghi dei sottufficiali ed avevano la carriera limitata al grado di capitano. Potevano accedere al Ruolo degli ufficiali del Corpo dei Regi Equipaggi i sottufficiali più anziani ed esperti nelle funzioni esecutive delle categorie di provenienza. L'istituzione di tale ruolo permetteva loro di appagare le aspirazioni di carriera e dava allo stesso tempo una più elevata collocazione agli ufficiali degli altri Corpi, che avevano un campo di conoscenze più ampio e generalista, distogliendoli il meno possibile dai loro compiti direttivi.
Nel 1926 il Corpo dei Regi Equipaggi cambiò la denominazione in C.R.E.M. (Corpo dei Regi Equipaggi Marittimi); nel giugno del 1946 in seguito alla proclamazione della Repubblica le denominazione venne cambiata in C.E.M. (Corpo degli Equipaggi Marittimi) e successivamente C.E.M.M. acronimo di Corpo degli equipaggi militari marittimi.
Nel 1983 con l'articolo 53 della Legge 212/83 venne soppresso il Ruolo degli ufficiali del Corpo equipaggi militari marittimi e in sua vece istituito il ruolo del Corpo unico degli specialisti della Marina militare, nel quale venivano immessi gli ufficiali appartenenti ai soppressi ruoli dei servizi nautici, tecnici, macchina, contabili e portuali. Con lo stesso articolo 53 della Legge 212/83 veniva istituito anche il Ruolo unico degli specialisti dell'Aeronautica Militare.
Il 1994 è stato l’ultimo anno che ha visto il transito di sottufficiali nel ruolo ufficiali. Il Corpo unico degli specialisti della Marina Militare è stato abolito con l'articolo 38 del decreto legislativo 30 dicembre 1997, n. 490 pubblicato sulla Gazzetta Ufficiale n.17 del 22 gennaio 1998 ed entrato in vigore il successivo 6 febbraio. Successivamente, nel 2001 per sopperire alla normale riduzione del numero degli ufficiali del Corpo unico degli specialisti e le attività a loro assegnate, con Decreto legislativo 28 febbraio 2001, n. 82, venne istituita l’abilitazione di Luogotenente per i primi marescialli.